# Pandemonium (fossile)
Pandemonium è un mammifero preistorico vissuto nel primo Paleocene in Nordamerica.
I primi resti fossili, appartenenti ad un molare, sono stati ritrovati dal biologo Van Valen nel 1994 nella formazione Tullok di Purgatorius Hill, località del Montana già conosciuta per i ritrovamenti di resti del genere Purgatorius. Sulla base di questi frammenti si sono ipotizzate una massa corporea di 320 grammi e una dieta da insettivoro onnivoro.
Nel 2014, nella Formazione Scollard dell'Alberta in Canada, sono emersi i resti di una seconda specie, Pandemonium hibernalis. Il nuovo esemplare differisce dal precedente per la presenza di corone molari inferiori più ampie e un talonide del terzo molare più esteso. Queste specializzazioni suggeriscono una maggiore capacità di frantumazione e macinazione di alimenti morbidi durante la masticazione.
I ritrovamenti di hibernalis, associati a resti di altre specie, portano gli studiosi ad ipotizzare una imprevista e prematura radiazione dei primi Plesiadapiformi.